# 亀田 (新潟市)
亀田 （かめだ）は、新潟県新潟市江南区の大字。

## 概要
江戸期から現在までの町名。もとは「中谷内新田（なかやちしんでん）」と称していたが、1693年（元禄6年）に町場の建設中に1匹の亀が現れたことから、新発田藩郡奉行によって「亀田」と改称した。
1889年（明治22年）まであった亀田町の区域の一部で、1970年から本町（現:亀田本町）をはじめとする町が分立した。現在では亀田清掃センターがある他は水田が広がり人家はない。

### 隣接している町字
北から東回り順に、以下の町字と隣接する。
- 中央区山二ツ
- 亀田大月
- 旭
- 五月町
- 鵜ノ子

## 歴史

### 分立した町字
1889年（明治22年）以後に、以下の町字が分立。
旭（あさひ）
1970年（昭和45年）に亀田から分立。2005年に亀田旭に改称したが、2007年に旭となる。
亀田中島（かめだなかじま）
1970年（昭和45年）に亀田から分立し、「中島（なかじま）」となる。2005年に亀田中島改称。
亀田大月（かめだおおつき）
1970年（昭和45年）に亀田から分立し、「大月（おおつき）」となる。2005年に亀田大月改称。
東船場（ひがしふなば）
1970年（昭和45年）に亀田から分立。
西町（にしまち）
1970年（昭和45年）に亀田から分立。
東本町（ひがしほんちょう）
1970年（昭和45年）に亀田から分立。
亀田本町（かめだほんちょう）
1970年（昭和45年）に亀田から分立し、「本町（ほんちょう）」となる。2005年に亀田本町に改称。
亀田新明町（かめだしんめいちょう）
1970年（昭和45年）に亀田の内高山が「神明町（しんめいちょう）」に改称。2005年に亀田新明町に改称。
諏訪（すわ）
1971年（昭和46年）に亀田から分立。
稲葉（いなば）
1971年（昭和46年）に亀田から分立。
亀田向陽（かめだこうよう）
1982年（昭和57年）に亀田から分立し、「向陽（こうよう）」となる。2005年に亀田向陽となる。

### 年表
- 1693年（元禄6年） : 町場の建設により「中谷内新田」から「亀田」と改称[4]。
- 1889年（明治22年） : 町村制により亀田町が発足し、亀田町の大字となる[4]。
- 1921年（大正10年） : 一部が「亀田の内高山（かめだのうちたかやま）」となる[4]。
- 1970年（昭和45年） : 亀田の内高山が「神明町（しんめいちょう）」に改称[15]。
- 1970年（昭和45年） : 一部から「旭（あさひ）」、「中島（なかじま）」、「大月（おおつき）」、「東船場（ひがしふなば）」、「西町（にしまち）」、「東本町（ひがしほんちょう）」、「本町（ほんちょう）」が分立[15]。
- 1971年（昭和46年） : 一部が「諏訪（すわ）」、「稲葉（いなば）」に分立[15]。
- 1982年（昭和57年） : 一部が「向陽（こうよう）」となる[15]。
- 2005年（平成17年）3月21日 : 新潟市と合併したことにより新潟市の大字となる。
- 2007年（平成19年）4月1日 : 新潟市の政令指定都市移行によって江南区の大字となる。